# Porúchik general

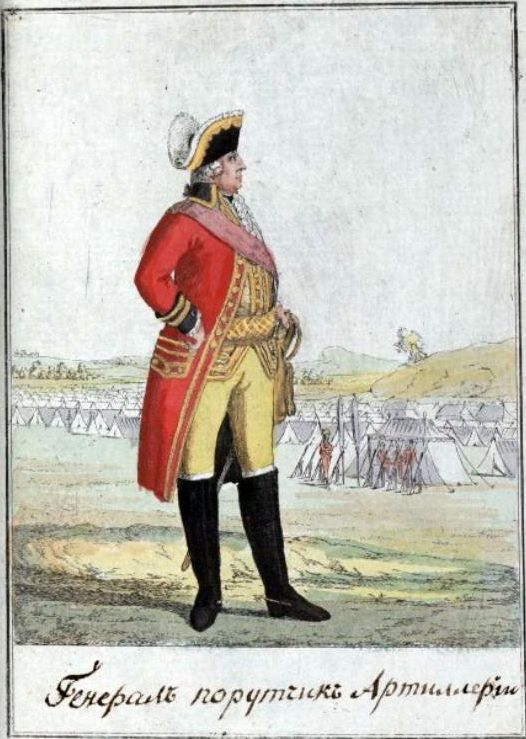
Gottfried Heinrich Geißler, Porúchik general de artillería, 1793.

Porúchik general o porútchik general (en ruso: генерал-поручик o генерал-порутчик; en checo y eslovaco: generálporučík) fue un grado militar del ejército ruso entre los siglos XVII y siglo XVIII, así como un rango militar de la República Popular Ucraniana y del Ejército Nacional de Ucrania. Otros países que han tenido o tienen este rango en sus fuerzas armadas son la República Checa y Eslovaquia.

## Historia
El rango es más reciente que el de coronel general y más antiguo que el de mayor general. Fue otorgado por primera vez en 1659 al coronel Nikolái Bauman por sus méritos en la batalla de Konotop. Más tarde lo llevarían William Drummond (1663), Grigori Kosagov (1678) y Patrick Gordon (1683).

### Bajo Pedro el Grande
Durante la Segunda Campaña de Azov (1696), el kniaz Iván Koltsov-Mosalski fue nombrado diputado del voivoda del Gran Regimiento, el boyardo Alekséi Shein, y promovido a porúchik general. En el ejército de Pedro el Grande, se introdujo un mando separado para la infantería y la caballería.

#### Lista de porúchiks generales en el ejército de Pedro el Grande
- 1703
  - Georg Gustav von Rosen (caballería).
  - Adam von Schenbeck (Schimbeck) (infantería).

- 1704
  - Aleksandr Ménshikov (caballería).
  - Johann Patkul (infantería).

- 1705
  - Carl Ewald von Rönne (caballería).
  - John Chambers (infantería).

- 1706
  - Ludwig Hallart (infantería).
  - Jacob Bruce (artillería).

- 1707
  - Rodión Bauer (caballería).
  - Johann Heiske (caballería).

- 1708
  - Gebhard Pflugk (caballería).
  - Friedrich von Hessen-Darmstadt (caballería).
  - Fiódor Belling (infantería).
  - Samuel de Rentzel (infantería).
  - Mijaíl Golitsyn (infantería).
  - Piotr Dalbon(infantería).

- 1709 (tras la batalla de Poltava)
  - Pedro I nombrado "primer porúchik general".
  - Nikolái von Verdun (caballería)

En ese periodo, el rango de teniente general fue usado como sinónimo. En la segunda fase de la Gran Guerra del Norte, teniente general pasó a formar parte de los grados de tercera clase -de acuerdo a la Tabla de Rangos de 1722, los rangos de tercera clase se correspondían a los de vicealmirante y consejero privado- en el lugar del porúchik general.

### Bajo Isabel I
En 1741, la nueva zarina Isabel Petrovna revirtió este cambio, volviendo a incluir el rango de porúchik general en el lugar de teniente general. Bajo su gobierno, serían nombrados porúchik general Aleksandr Cherkaski, Antón de Balmen, Aleksandr Yermólov y Karl von Handrwig. 
En 1798, bajo Pablo I de Rusia, el rango de porúchik general sería de nuevo reemplazado por el de teniente general.

## En Ucrania
El rango de porúchik general existió en el ejército de la República Popular Ucraniana y en el Ejército Nacional de Ucrania. Era el segundo general en grado, tras el general-jorunzhi y por encima del coronel general (general-polkóvnik).